# Metazygia loque
Metazygia loque là một loài nhện trong họ Araneidae.
Loài này thuộc chi Metazygia. Metazygia loque được Herbert Walter Levi miêu tả năm 1995.